# Abraham Genoels
Abraham Genoels II o Abraham Genouil (apodo: Arquímedes) (25 de mayo de 1640, Amberes-10 de mayo de 1723, Amberes) fue un pintor, dibujante, grabador y diseñador de tapices barroco flamenco. Ahora es conocido principalmente por sus pinturas de paisajes, sus dibujos y sus grabados. Tuvo una carrera internacional que lo llevó trabajar en París, Roma y Amberes.

## Trayectoria

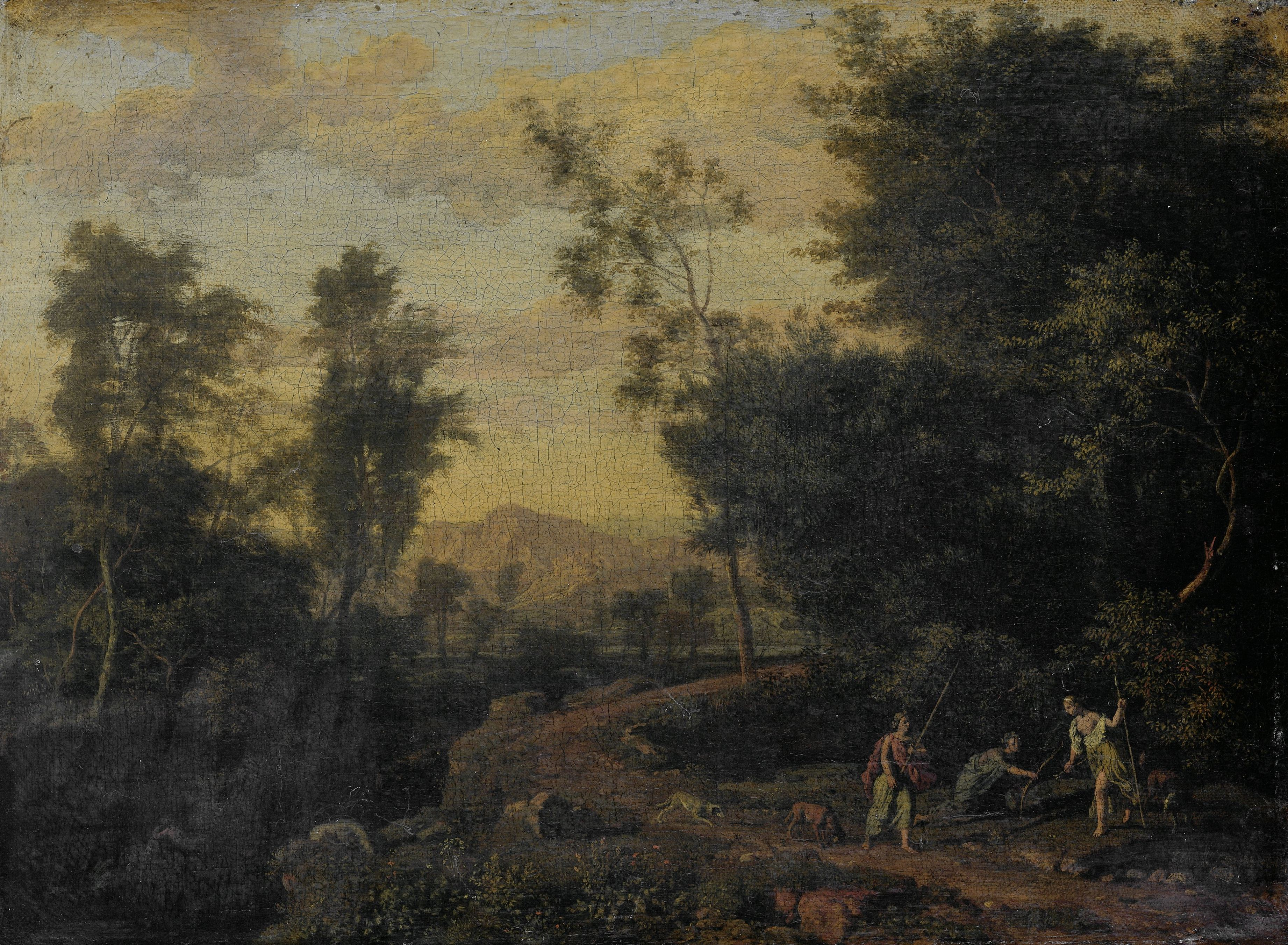
Paisaje con Diana cazando

Abraham Genoels nació el 25 de mayo de 1640 en Amberes, hijo del fabricante de almidón Peter Genoels y de Cornelia Melis. Estudió dibujo desde los 11 hasta los 15 años con Jacques Backereel y más tarde perfecionó su formación en perspectiva con Nicolaes Fierlants en Amberes. Decidió irse de Amberes cuando terminó sus estudios.
En su recopilación de biografías de artistas llamada Schouwburg, el primer biógrafo holandés Arnold Houbraken dedicó una extensa entrada de diez páginas a Genoels. Houbraken describió sobre todo los viajes al extranjero de Genoels.  En 1659 Genoels viajó con Georg Remees a Ámsterdam para ir a París, ya que la guerra les impedía viajar hacia el sur por tierra. Mientras esperaba un barco para París, hizo un recorrido por todos los kunstkabinetten o gabinetes de arte de la ciudad. A su llegada a París (vía Dieppe), vivió en casa de su primo Laurent Francken, donde conoció al pintor Francisque Millet, nacido en Amberes. Genoels le enseñó perspectiva a Millet, de 17 años y estudiante de arte en ese momento.

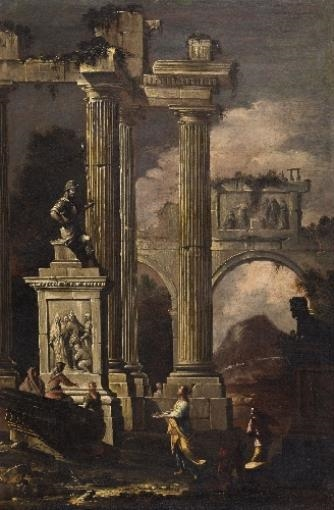
Paisaje italiano con ruinas

En París Genoels pronto recibió un encargo de diseños de tapices del tapicero Gi. de la Noire. Después siguieron una serie de otros encargos.  El pintor de la corte (Premier peintre du roi) Charles Le Brun había sido puesto a cargo de la Manufactura de Gobelinos, la fábrica de tapicería real recién creada en 1663. Le Brun había contratado al pintor de batallas flamenco Adam Frans van der Meulen para diseñar tapices que representaran las campañas militares del rey francés. Adam Frans van der Meulen atrajo a varios artistas flamencos, incluidos Genoels y Adriaen Frans Boudewijns, para ayudarlo en el diseño de estos tapices. En 1669–70, Genoels fue enviado al sur de los Países Bajos con Boudewijns y Jan van Huchtenburg para dibujar tres vistas del castillo de Mariemont para que sirvieran como diseños de tapices para los gobelinos. Los archivos de los Gobelinos muestran que los tres artistas también recibieron pagos por su trabajo en los diseños de una serie de tapices que representan los 'Meses del año'. Adriaen Frans Boudewijns grabó numerosas obras de Genoels.
El grabador Gérard Audran le enseñó a grabar mientras ambos trabajaban para Le Brun.  Charles Le Brun nominó a Genoels candidato a miembro de la Académie Royale de París. Genoels fue aceptado en la Academia en 1665. Por ello recibió una casa y una pensión del rey francés. El rey también pagó a Genoels para que colaborara en las pinturas de Charles Le Brun sobre las batallas de Alejandro Magno.  Genoels trabajó para varios importantes caballeros de París, incluidos François Michel Le Tellier y Louis, Grand Condé (para su Château de Chantilly), antes de regresar a Flandes en 1669. 

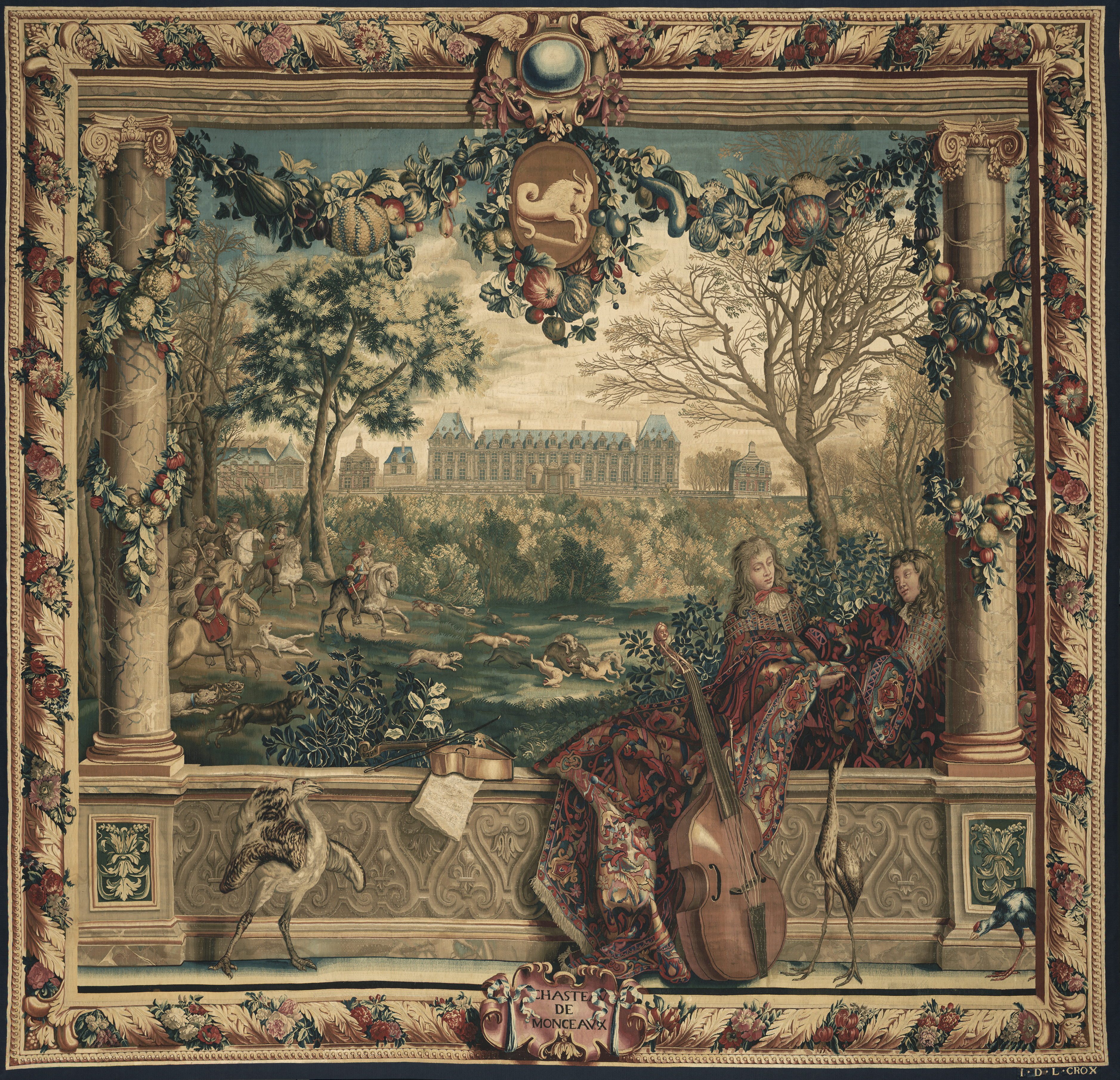
Mes de diciembre, tapiz

Genoels regresó en 1669 a Amberes donde se registró en el gremio local de San Lucas en 1672.  Pintó en 1672–73 un cuadro que representa a <i id="mwTA">Minerva y las musas en un paisaje</i> para la sala del gremio de pintores de Amberes con el fin de estar exento de todos los deberes oficiales en el Gremio durante 25 años. 

## Viaje a Italia
Su deseo de visitar Roma se cumplió en 1674 cuando había ganado suficiente dinero para financiar esta empresa de una manera cómoda. Partió con un grupo liderado por Marselis Liberechts, que ya había ido y vuelto. Los otros miembros del grupo incluían a Pieter Verbrugghen II (escultor), Frans Moens de Middelburg y un canónigo de Lieja. Además Albert Clouwet (grabador de Amberes), Abraham van den Heuvel (comerciante en Nápoles) y Soldanio (comerciante de Venecia).  Salieron de Amberes en septiembre de 1674 hacia Colonia, y después de 4-5 días tomaron un barco por el Rin hasta Mainz, y desde allí un barco mercante a lo largo del Rin hasta Frankfurt. Después de una estancia de 3 días, tomaron una diligencia hasta Augsburgo, y de allí fueron a caballo hacia el Tirol, pasando por Innsbruck y por el paso del Brennero hasta Trento. Desde allí descendieron de los Alpes por el paso de Brenta hasta Treviso, y desde allí fueron en barco a Venecia. Luego viajaron en barco por el Po hasta Ferrara, y después continuaron hasta Bolonia. Después de 4 días reanudaron el viaje, visitaron varias ciudades pequeñas en el camino y finalmente llegaron a Roma.
En Roma Genoels se convirtió en miembro de los Bentvueghels, una asociación de artistas principalmente holandeses y flamencos activos en la ciudad. Era una práctica común en los Bentvueghels dar a cada miembro un apodo, el llamado "nombre doblado". El nombre de Genoels fue Arquímedes.  Se le dio este nombre debido a las habilidades de Genoels en geometría y perspectiva.   Genoels envió a Houbraken una copia de su "Bentbrief" que fue firmado por los testigos de su ceremonia de afiliación.

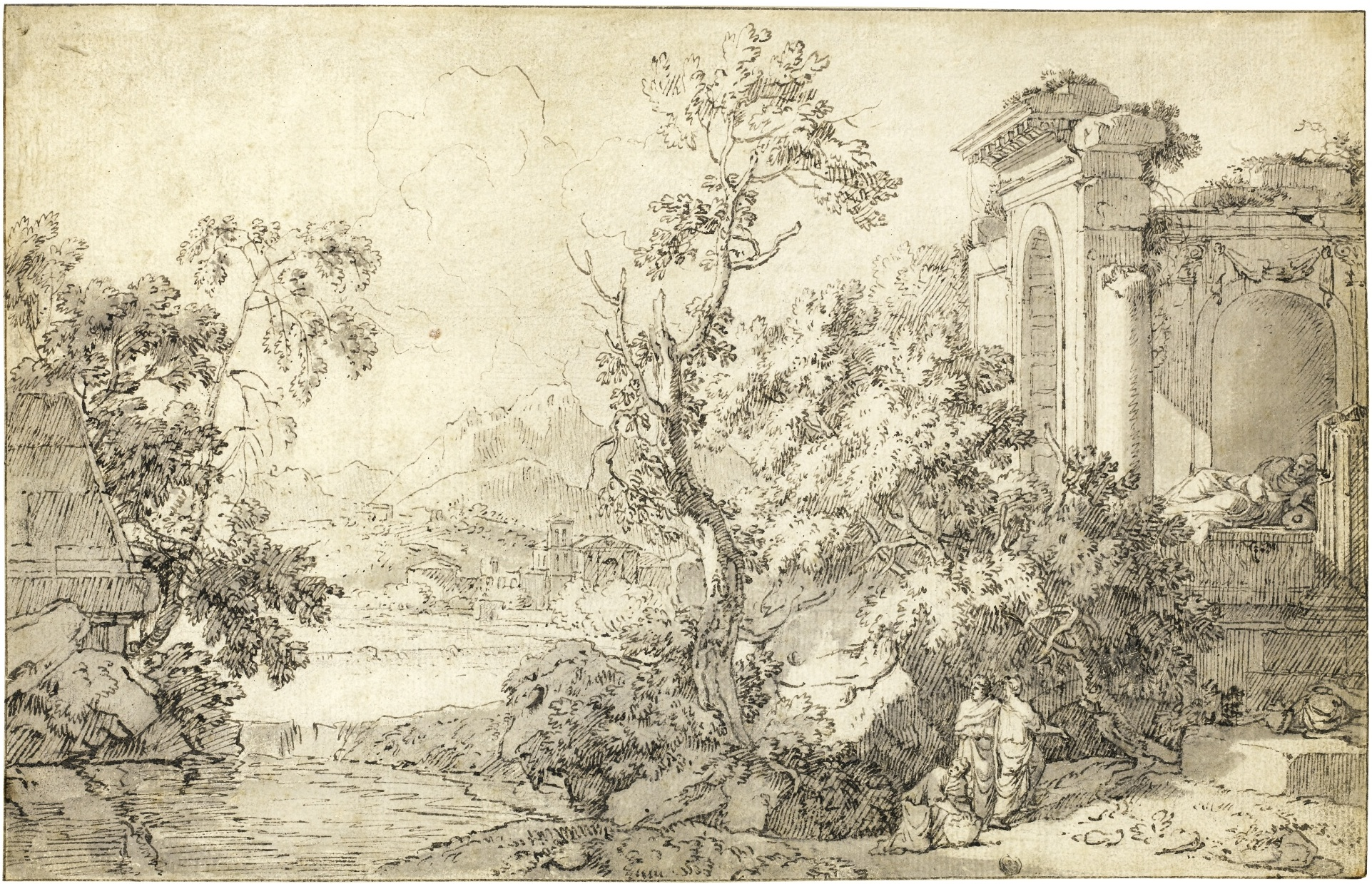
Paisaje de estilo italiano con figuras en ruinas

Genoels colaboró en Roma con el pintor holandés Caspar van Wittel e incluso pudo haber sido su maestro. 

## Viaje de vuelta
En 1682 emprendió su regreso a su casa a Amberes. Enrolló sus pinturas y las colocó dentro de modelos de arcilla de antigüedades y las envió por delante. Luego, junto con el grabador Laviron de Amberes, y dos grabadores franceses Cavalier y Monier, partió el 25 de abril de 1682 y viajó por Siena, Florencia, Pisa, Livorno, Génova, Niza, a Marsella, y luego en mula a Aviñón, y luego por el Ródano hasta Lyon, y después por el Saona hasta Villefranche-sur-Saône. Desde allí a caballo por la ruta de Tarare por las montañas hasta Roanne en el Loira, de allí en barco a Orleans, y de allí a París, donde se quedó a esperar su envío y para ver a viejos amigos.  Cuando llegó su barco, hizo el regalo de un cuadro a Charles le Brun y uno mucho más grande a Colbert. Posteriormente partió en carruaje a Lille, y de allí a Tournai y Gante, llegando el 8 de diciembre de 1682 a Amberes, donde aún vivía cuando estaba en correspondencia con Houbraken. Allí se volvió a convertir en miembro del Gremio de San Lucas.
Entre otros tuvo los siguientes alumnos: Peeter Beethoven (1689-1690); Gillis Bisschop (1692-1693) y Ferdinandus Goffine (1694-1695).  Genoels tuvo mucho éxito y murió siendo un hombre rico.

## Obra

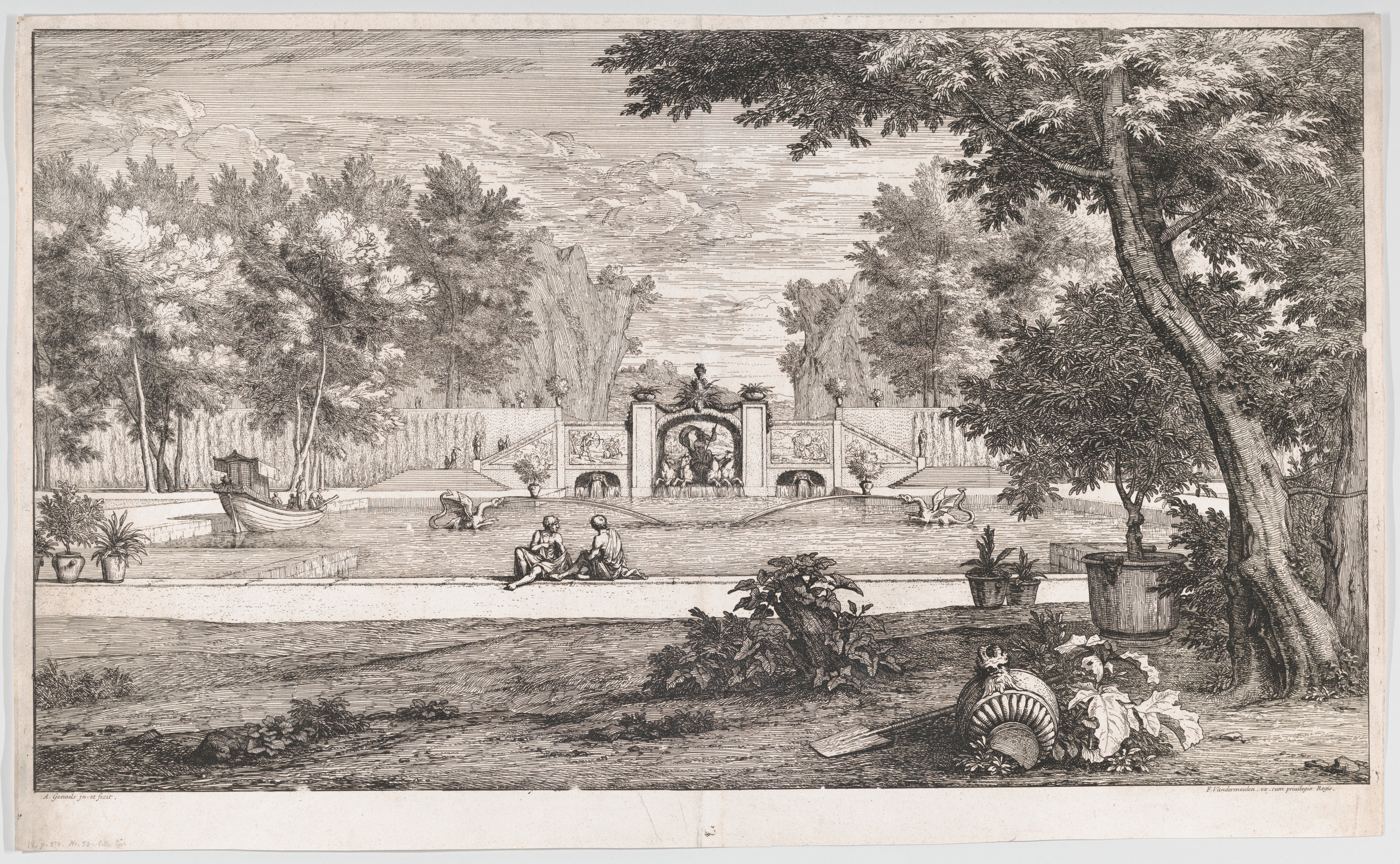
Gran vista de un jardín

Durante su vida, las pinturas de Genoels fueron muy apreciadas, pero su reputación se redujo después del siglo XVIII. Ésta puede ser la razón por la que han sobrevivido tan pocas de sus obras principales. Las pinturas que se conservan son paisajes de estructura clásica con escenas mitológicas que se acercan al estilo de Nicolas Poussin.
Sus dibujos y grabados de paisajes siguen siendo muy apreciados. Las composiciones bien estructuradas a menudo representan la arquitectura italiana y pequeñas figuras esquemáticas en un paisaje rico. Los dibujos muestran gran determinación y fluidez. Los grabados de Genoels muestran una clara influencia italiana en su paisaje debido en gran parte a la Campagna romana, incluidas las ruinas arquitectónicas que incluye. Sus grabados representan paisajes idílicos y sus diseños fueron grabados por otros, como Adriaen Frans Boudewijns. Sus obras son de estilo italiano y contrastan con el naturalismo local de los artistas que representaron paisajes del norte.